# Guro Fjellanger
Guro Fjellanger (* 26. Januar 1964 in Bergen; † 15. April 2019) war eine norwegische Politikerin der sozialliberalen Partei Venstre. Von 1997 bis 2000 war sie die Umweltschutzministerin ihres Landes.

## Leben
Fjellanger wurde in Bergen geboren und wuchs in Stokmarknes auf. Sie besuchte bis 1984 die Goldschmiedlinie einer weiterführenden Schule. In der Zeit von 1984 bis 1985 arbeitete sie als Lehrling in einer Goldschmiede. Später studierte sie Ideengeschichte an der Universität Oslo. Während dieser Zeit war sie unter anderem in der Jugendorganisation Unge Venstre organisiert. Von 1986 bis 1988 stand sie der Unge Venstre vor. Sie war zudem in der einen Beitritt Norwegens zur Europäischen Union ablehnenden Organisation Nei til EU engagiert. Zwischen 1988 und 1991 war sie ihre stellvertretende Vorsitzende, bis 1995 war die dann die Generalsekretärin. Von 1996 bis 2000 fungierte Fjellanger als stellvertretende Vorsitzende der Venstre. Zwischen 1996 und 1997 war sie zudem Vorsitzende der norwegischen Organisation für Asylsuchende (NOAS), einer Mitgliedsorganisation des European Council on Refugees and Exiles.
Am 17. Oktober 1997 wurde sie zur Umweltschutzministerin in der neu gebildeten Regierung Bondevik I ernannt. Sie übte das Amt bis zum Abtritt der Regierung am 17. März 2000 aus. Von 2001 bis 2002 war sie erneut bei NOAS tätig, anschließend arbeitete sie bis 2004 beim Senter mot etnisk diskriminering (deutsch: Zentrum gegen ethnische Diskriminierung). Ab 2005 war sie selbstständig tätig und sie wurde später Stadträtin in Oslo.
Fjellanger wurde mit der Neuralrohrfehlbildung Spina bifida geboren.